# Willem Hessels van Est

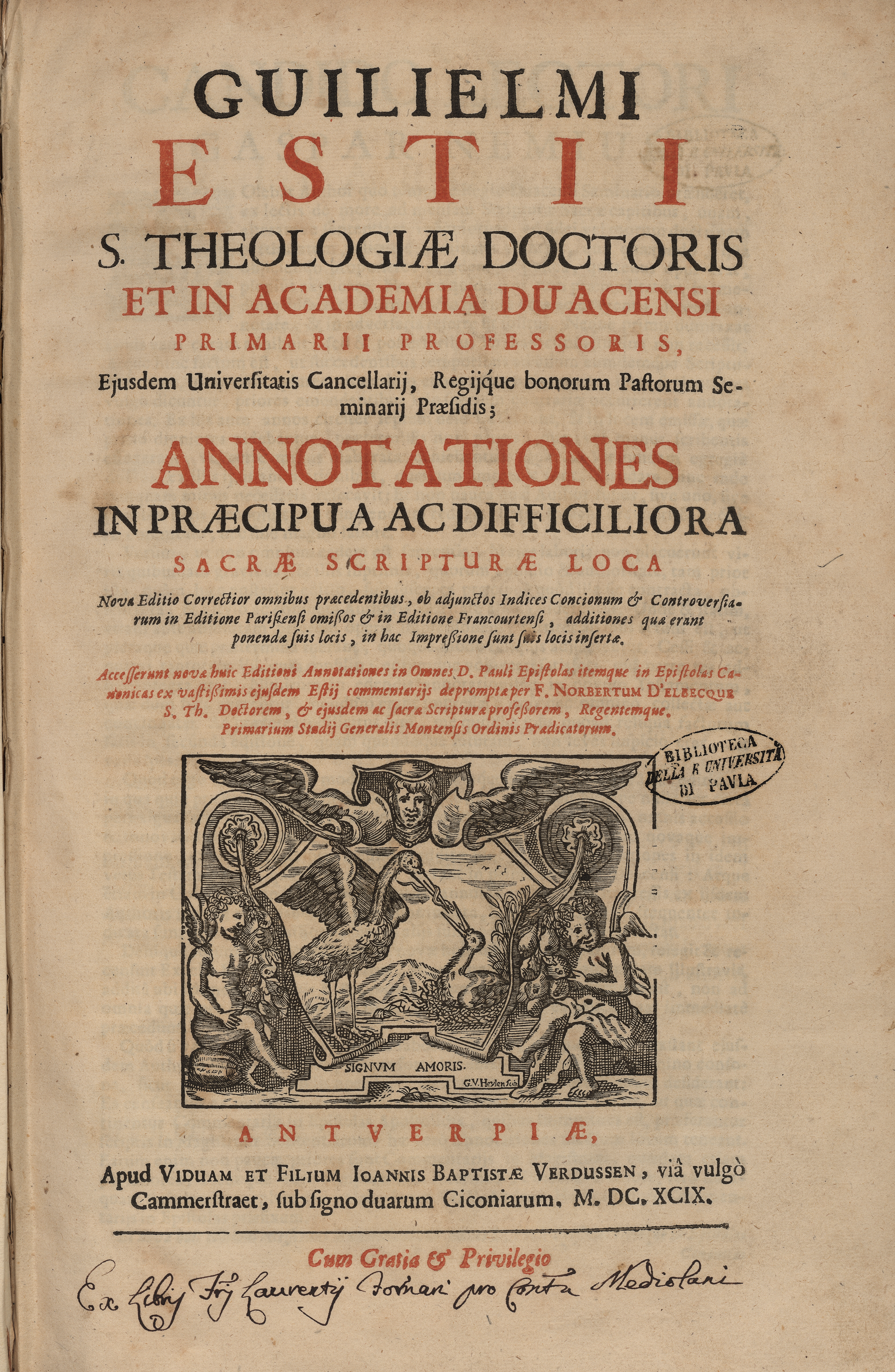
Annotationes in praecipua ac difficiliora Sacrae Scripturae loca, 1699

Willem Hessels van Est (Latijn: Estius, Gorinchem, 1542 - Dowaai, 20 september 1613) was een Nederlands theoloog.
Hij was onder andere hoogleraar aan de universiteiten van Leuven in Brabant en Dowaai in Frans-Vlaanderen. Van die laatste universiteit was hij ook kanselier. Hij was ook leraar en president van het seminarie te Dowaai.
Estius schreef onder andere een commentaar op de brieven van Paulus en een geschiedenis van de Martelaren van Gorcum. Paus Benedictus XIV benoemde Estius tot Doctor Fundatissimus.

## Werk
- 1582 Martyrium Edmundi Campiani, societatis Jesu. e Gallico translatum Lovanii in-8
- 1603 Historia martyrum Gorcomiensium Douai, in-4 , over de Martelaren van Gorcum, waarvan zijn oom Nicolaas Pieck er een van was.[1].
- 1604 Waerachtighe historie van de martelaers van Gorcom beschikbaar via Lovaniensa
- 1614 Oriationes Theologicæ, Paris, 1654 beschikbaar via KU Leuven Bijzondere Collecties
- 1614 Commentaria in epistolas Divi Pauli, Douai
- 1615 Commentaria in quatuor libros sententiarium Petri Lomabardi
- 1621 Annotationes in præcipua ac difficiliora sacræ scripturæ Douai